# Sovodenj
Sovodenj este o localitate din comuna Gorenja vas - Poljane, Slovenia, cu o populație de 163 de locuitori.